# Parasitaphelenchus uncinatus
Parasitaphelenchus uncinatus är en rundmaskart. Parasitaphelenchus uncinatus ingår i släktet Parasitaphelenchus och familjen Aphelenchidae. Inga underarter finns listade i Catalogue of Life.